# Mykid
Unter einem Mykid oder Dermatophytid versteht man eine hyperergische hämatogene Streureaktion der Haut bei einer Mykose, z. B. bei einem Fußpilz. Fernab vom eigentlichen Hautpilzherd entsteht, meist im Bereich der Hände, als Überempfindlichkeitsreaktion auf das Dermatophyten-Antigen ein maculopapulöser, teils bläschenförmiger Hautausschlag oder eine verdickte, vergröberte Haut (Lichenifikation). Es tritt ein quälender Juckreiz dieser Stellen auf. Im Mykid sind keine Pilze nachweisbar. Ein rezidivierender Verlauf ist möglich. Es handelt sich um ein häufig unterdiagnostiziertes Krankheitsbild.
In der Literatur findet man nur sporadisch Berichte über diese Erkrankung. Dies mag darauf zurückzuführen sein, dass Mykide in der Praxis nur noch gelegentlich diagnostiziert werden.

## Therapie
Behandlung des Primärherdes, z. B. des Fußpilzes und Behandlung des Mykids mit Salben, die Antimykotika-Glukokortikosteroid-Kombinationen enthalten oder Terbinafin. Anfangs kann unter der Therapie eine Verstärkung des Juckreizes auftreten. Auch eine einmalige Behandlung mit Triamcinolon kann zur Ausheilung des Mykids vor Abheilung des eigentlichen Hautpilzherdes führen.

## Differentialdiagnose
Dyshidrose, dyshidrosiformes atopisches Ekzem oder dyshidrosiforme, auch hämatogene Kontaktekzeme. Erythema exsudativum multiforme.